# Arventalspitze
Die Arventalspitze, auch Affentalspitze oder Alprechspitz bzw. Albrechtsspitze,  ist ein 3083 m ü. A. hoher Berggipfel des Prettaukamms in der Venedigergruppe. Der Gipfel liegt an der italienisch-österreichischen Staatsgrenze und wurde erstmals 1854 durch Vermessungsleutnant Hermann van Acken und Messgehilfen bestiegen.

## Lage
Die Arventalspitze liegt an der Grenze zwischen der Südtiroler Gemeinde Prettau im Westen und der Osttiroler Gemeinde St. Jakob in Defereggen (Bezirk Lienz) im Osten. Bezogen auf den Prettaukamm liegt die Arventalspitze im Südwesten. Nördlich trennt die Arventalscharte bzw. Lengscharte (2917 m ü. A.) die Arventalspitze vom Südwestgipfel der Lengspitze (3090 m ü. A.), südlich der Arventalspitze liegt der Nordgipfel der Gabelspitze (3071 m ü. A.). Die Ostseite der Arventalspitze fällt zum Affental mit dem Affentalbach ab, die Westseite zum Ahrntal mit der Ahr. Die Bergflanken der Arventalspitze sind durch den Nationalpark Hohe Tauern bzw. den Naturpark Rieserferner-Ahrn unter Schutz gestellt.

## Aufstiegsmöglichkeiten
Der Normalweg auf die Arventalspitze nimmt seinen Ausgang am Alpengasthaus Oberhaus und verläuft in der Folge zunächst auf der Almstraße zur Jagdhausalm und danach zur Affentalalm. Unterhalb des Klammljochs beginnt der weglose Aufstieg über die ostseitigen Gras- und Feinschutthänge bis zum Gipfel. Eine weitere Möglichkeit die Arventalspitze zu begehen stellt der Gratübergang von der Gabelspitze dar, der über den scharfen, glattwandigen Verbindungsgrat erfolgt (II).